# Dystrykt Sunyani
Dystrykt Sunyani jest dystryktem w regionie Brong-Ahafo w Ghanie, ze stolicą w Sunyani.